# 鳴弦の儀

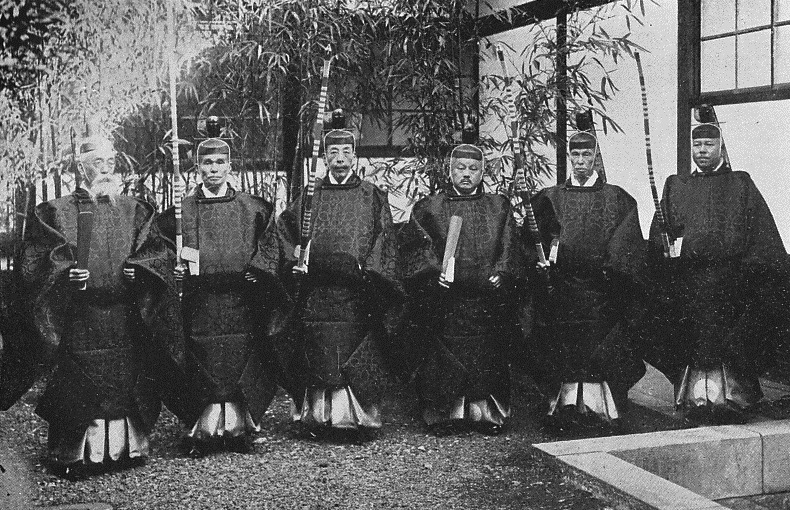
明仁親王誕生時に行われた読書鳴弦の儀奉仕員（左より市村瓚次郎、有馬良橘、大給近孝、辻善之助、松浦靖、細川立興）

鳴弦の儀（めいげんのぎ）は、弓を使用した日本の儀礼のひとつ。弦打の儀（つるうちのぎ）とも呼ばれる。

## 概要
弓に矢をつがえずに弦を引き、音を鳴らすことにより気を祓う魔除けの儀礼。魔気・邪気を祓うことを目的とする。後世には高い音の出る鏑矢を用いて射る儀礼に発展した。鏑矢を用いた儀礼は蟇目の儀（ひきめのぎ）と呼ばれる。

## 起源
鳴弦の儀が始まったのは平安時代と言われる。元々は誕生儀礼として始まり、次第に夜間の警鐘及び滝口武者の名対面の時、天皇の日常の入浴時（蔵人が担当する）、主の病気祓い、不吉な出来事が起こった際など幅広く行われるようになった。